# Ігор Кобілянський
Ігор Кобілянський (народився 24 лютого 1974) — молдовський кінорежисер, народився в місті Комрат (тоді Молдавська Радянська Соціалістична Республіка).

## Фільмографія
- Коли гасне світло (2005)
- Саса, Гриза та Іон (2006)
- Нудьга і натхнення (2007)
- Tache (фільм) (2008)
- Колекція ароматів (2013)
- The Unsaved (2013, режисер)
- Shadows (8 епізодів, 2014–2015)
- East Business (2016)
- Практика (2017)
- Хакервіль (2018)